# Cocal
Cocal is een gemeente in de Braziliaanse deelstaat Piauí. De gemeente telt 27.220 inwoners (schatting 2009).
De gemeente grenst aan Cocal dos Alves, Luís Correia, Bom Princípio, Buriti dos Lopes, Caraúbas, Piracuruca en Granja (Ceará).